# Djuma Shabani
Djuma Shabani Wadol (Kindu, 16 marzo 1993) è un calciatore della Repubblica Democratica del Congo, difensore dell'AS Vita e della Nazionale congolese.

## Carriera

### Club
Ha sempre giocato in club del suo paese.

### Nazionale
Ha esordito in nazionale nel 2019 e preso parte alla Coppa d'Africa dello stesso anno.

## Palmarès

### Club

#### Competizioni nazionali
- Linafoot: 1

Vita Club: 2017-18